# Antun Milovan (1954.)
Antun Milovan (Čabrunići, Svetvinčenat kraj Pule, 1954.), hrv. pjesnik, prozaik, esejist, antologičar.  

## Životopis
Nakon završene gimnazije u Pazinu diplomirao je hrvatski jezik i filozofiju na Filozofskom fakultetu u Zadru. Radio je kao nastavnik u Buzetu i Žminju, zatim kao srednjoškolski profesor u Poreču, a trenutačno radi kao profesor u Tehničkoj školi u Puli. Član je Društva hrvatskih književnika.
Antun Milovan piše poeziju na čakavskom dijalektu i na hrvatskom književnom standardu. Njegove čakavske stihove “Per Mariam ad Jesum” uglazbila je Đeni Dekleva-Radaković, a skladbu je izveo mješoviti pjevački zbor Rondo Histriae iz Pule.

## Vanjske poveznice
- Rondo Histriae mješoviti zbor iz Pule izvodi uglazbljene stihove ’’Per Mariam ad Jesum’’ - (video)